# Alfa Romeo 166
Alfa Romeo 166 (Серия 936) — седан бизнес-класса, выпускаемый итальянской компанией Alfa Romeo в 1998—2007 годах. Дизайн разработан Центром Стиля Alfa Romeo под руководством шеф-дизайнера Вальтера Де Сильвы. Модель прошла один рестайлинг в 2003 году.

## История
Автомобиль был готов к производству в 1996 году, однако, руководством компании, было принято решение в начале представить, младшую модель, 156. 166 заменила на рынке Alfa Romeo 164, и хотя стиль 164-й был далек от традиционного, стиль 166-й с её опущенными фарами и острым носом выглядел довольно вызывающе.

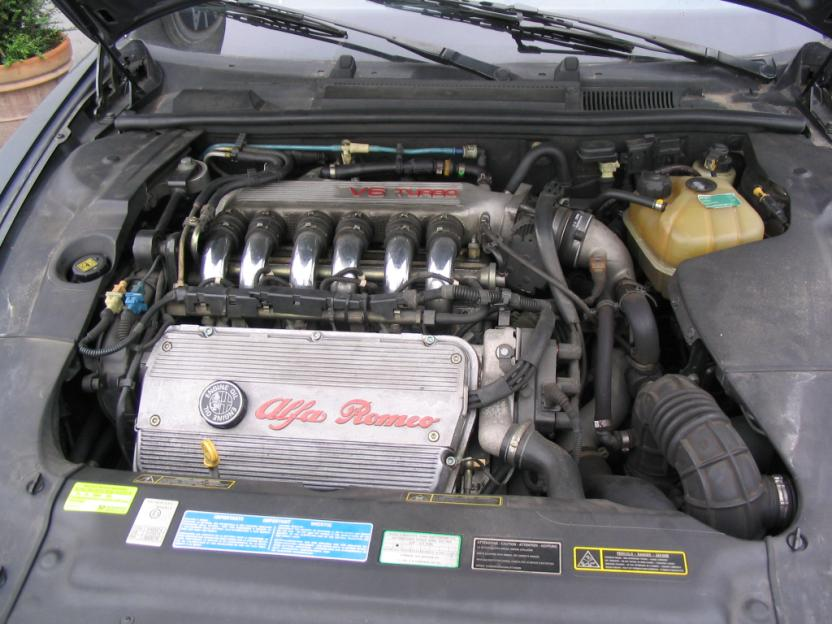
2,0 л. V6 12V t/c на Alfa Romeo 166.

Модель была сразу доступна с бензиновыми двигателями Twin Spark: 2,0 л. (155 л.с.), 2,5 л. (190 л.с.); 3,0 л. V6 (226 л.с.) или 2,0 л. V6 Турбо (205 л.с.). Линейка дизельных двигателей состояла из пятицилиндровых турбодизельных двигателей 2,4 л. 10-и клапанных с аккумуляторной топливной системой мощностью 136 л.с. (100 кВт), На модели с двигателем Twin Spark (TS) устанавливались 5-ступенчатые механические коробки передач, 2,5 л. и 3,0 л. модели имели опцию автоматической коробки передач Sportronic. До 99 года 2,5 оснащались 5-ступенчатой механической коробкой в дальнейшем также как 3.0 и V6 турбо, только 6-ступенчатой. В базе покупатель получал: 16-дюймовые диски, электро стеклоподъёмники всех стекол с их доводчиком, электро зеркала с подогревом, центральный замок, галогеновую оптику, АBS, четыре подушки безопасности(две фронтальные и две боковые встроенные в передние сидения фирмы MOMO), заводскую тонировку стекол, велюровые кресла с электро спинками и лифтами. Внутри климат контроль фирмы Siemens управляемый ICS (Integrated Control System) с цветным дисплеем, в который также был встроен бортовой компьютер и головное устройство фирмы Becker с кассетной декой. Аудиоподготовка состояла из 8 динамиков(четыре среднечастотника и четыре высочастотника).
Опционально она дооснащалась: GSM телефоном, CD-чейнджером, навигационной системой и отдельным усилителем звука Hayes, вместе с ним, в задней полке, появлялись два низкочастотника. V6 с механикой обладал круиз-контролем и Traction Control System.
Также, при дополнительном заказе, можно было получить: ксеноновую оптику с омывателем фар, датчик дождя, 16- или 17-дюймовые легкосплавные колеса, кожаную отделку руля и кулисы коробки передач, салонное зеркало с автозатемнением, управление входящими вызовами и магнитолой на руле, электроскладывание боковых зеркал, люк, шторку заднего стекла и противоугонную систему. Велюр, можно было сменить на гобелен или кожу разных цветов, а именно чёрную (с перфорацией/без)кремовую, мраморную(серую) и синюю. Передние сидения же, дооснастить памятью, электроприводами и подогревом.
Комплектация «Super» была доступна только для 3.0 мкпп и 2.0 V6. В базе была оснащена 16-дюймовыми легкосплавными дисками с круговой насечкой, выполненной алмазной крошкой. При отдельном заказе, ей был доступен: красный кожаный салон, перфорированная кожа на рулевом колесе и кулисе. Все машины этой комплектации оснащались функцией STR (Sport Throttle Response).
Подвеска автомобиля состояла из двух поперечных рычагов спереди и мультирычажной подвеской сзади. Неприятным моментами можно считать очень большой диаметр разворота(12 м.) и короткоходность подвески.
В 2001 году по причине введения новых экологических требований автомобиль обновил гамму моторов. 2.0 V6, было решено не переводить под новые стандарты и он был снят с производства. 2.0 Twin Spark также как и остальные приобрел два дополнительных катализатора и стал соответствовать Евро-3, мощность его при этом упала до 150 л/с. Тогда же он начал агрегатироваться с шестиступенчатой коробкой передач. 2,5 л. двигатель был переработан и выдавал 188 л.с. (138 кВт) 3.0 ослабли на 6 л/с и представляли 220 л/с. 2.4 дизель разогнали до 140 л/c.

## 1 рестайлинг
166-я получила рестайлинг в 2003 году. Была обновлена внутренняя отделка и линейка двигателей. Стиль автомобиля солидно изменился. Новый перед автомобиля был переработан также как на 156-й и утратил свои опущенные основные фары, а также был представлен 3,2 л. V6 двигатель мощностью 240 л.с. хорошо знакомый по 156 модели версии GTA и модели GT с тем же объёмом. 2,0 л. Twin Spark сменил блок управлением и в связи с этим обзавелся возможностью установки круиз-контроля. В то время как 3,0 л. версия стала доступна только с автоматической коробкой передач Sportronic. Дизельный двигатель 2,4 л. R5 был переработан под технологию Multi-Jet, который позволял устанавливать 5 степеней впрыска за цикл. Аккумуляторная топливная система была обновлена и выдавала уже давление в 1400 бар и имела по 4 клапана на цилиндр, что давало лидирующие позиции в своём классе мощностью 175 л.с. (129 кВт). Машина стала комплектоваться, восемью подушками безопасности. Опционально появились 18-дюймовые легкосплавные диски «спицы» и ряд других дизайнов.
Комплектация «TI»
Только для 3.2, 2.4 (175 дизель) и 2.0 TS. Отличались: спорт пакетом подвески, «свои» 18-дюймовые колеса, красные шкалы приборов, металлические накладки на педали, символика TI на передних крыльях и корме.
«Collezione»
Создавалась по принципу «давайте установим все, что есть у нас для этой модели». Только 3.2 V6, внутри, роскошный чёрный кожаный салон с белой кромкой по периметру и ярко белым логотипом компании посередине спинки. Вся передняя панель и дверные карты также зашиты в кожу с белой строчкой. Металлические накладки на педалях.
Автомобиль получил похвалу от многих, включая Джереми Кларксона. Несмотря на это, 166-я так не стала популярной и хорошо продаваемым автомобилем на европейском рынке бизнес-класса наравне с немецкими брендами.
Alfa Romeo 166 ушла с продаж на правосторонних рынках в октябре 2005 года. Продажи 166 никогда не росли, даже после того как Alfa сделала фейслифт модели в 2003 году. А дополнительное отсутствие дизельных двигателей в Великобритании, Австралии и Ирландии повлияло на популярность этой модели компании на этих рынках, причём 2,4 л. дизельный двигатель JTD был доступен только на левосторонних рынках.
Производство 166 остановилось в 2007 году, а платформа автомобиля была продана китайскому автопроизводителю GAC Group. Всего было выпущено менее 100000 автомобилей.

## Комплектации(рестайлинг)
Бензин
_
2.0 МТ 150л.с. Механика
2.5 МТ 188л.с. Механика
3.0 АТ 220л.с. Автомат
3.2 МТ 240л.с. Механика
3.2 АТ 240л.с. Автомат
Дизель
_
2.4 МТ 150л.с. Механика
2.4 МТ 175л.с. Механика
2.4 АТ 175л.с. Автомат
2.4 МТ 180л.с. Механика
2.4 АТ 180л.с. Автомат
2.4 АТ 185л.с. Автомат
2.4 МТ 185л.с. Механика

### Двигатели

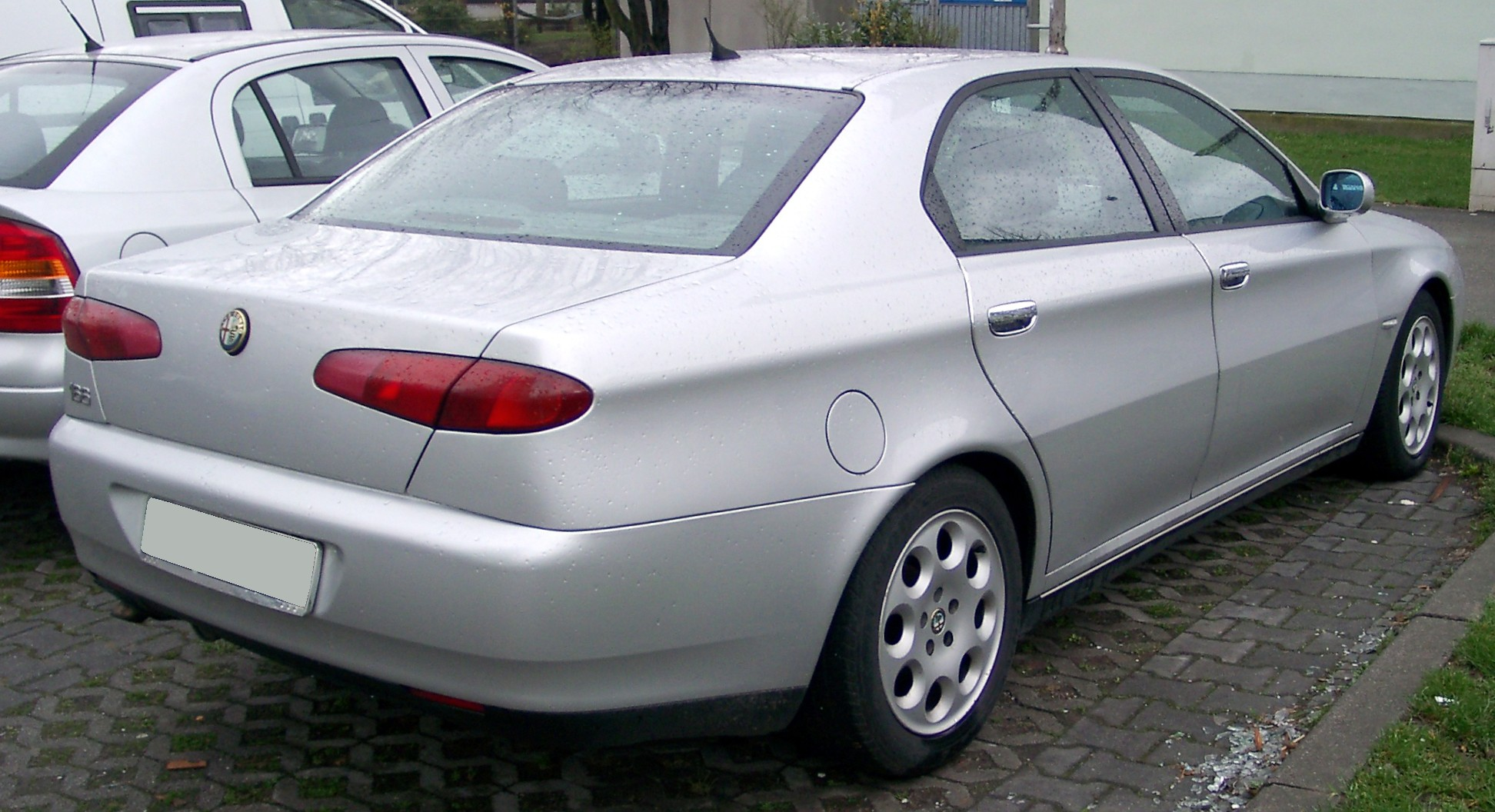
Alfa Romeo 166, до фейслифта

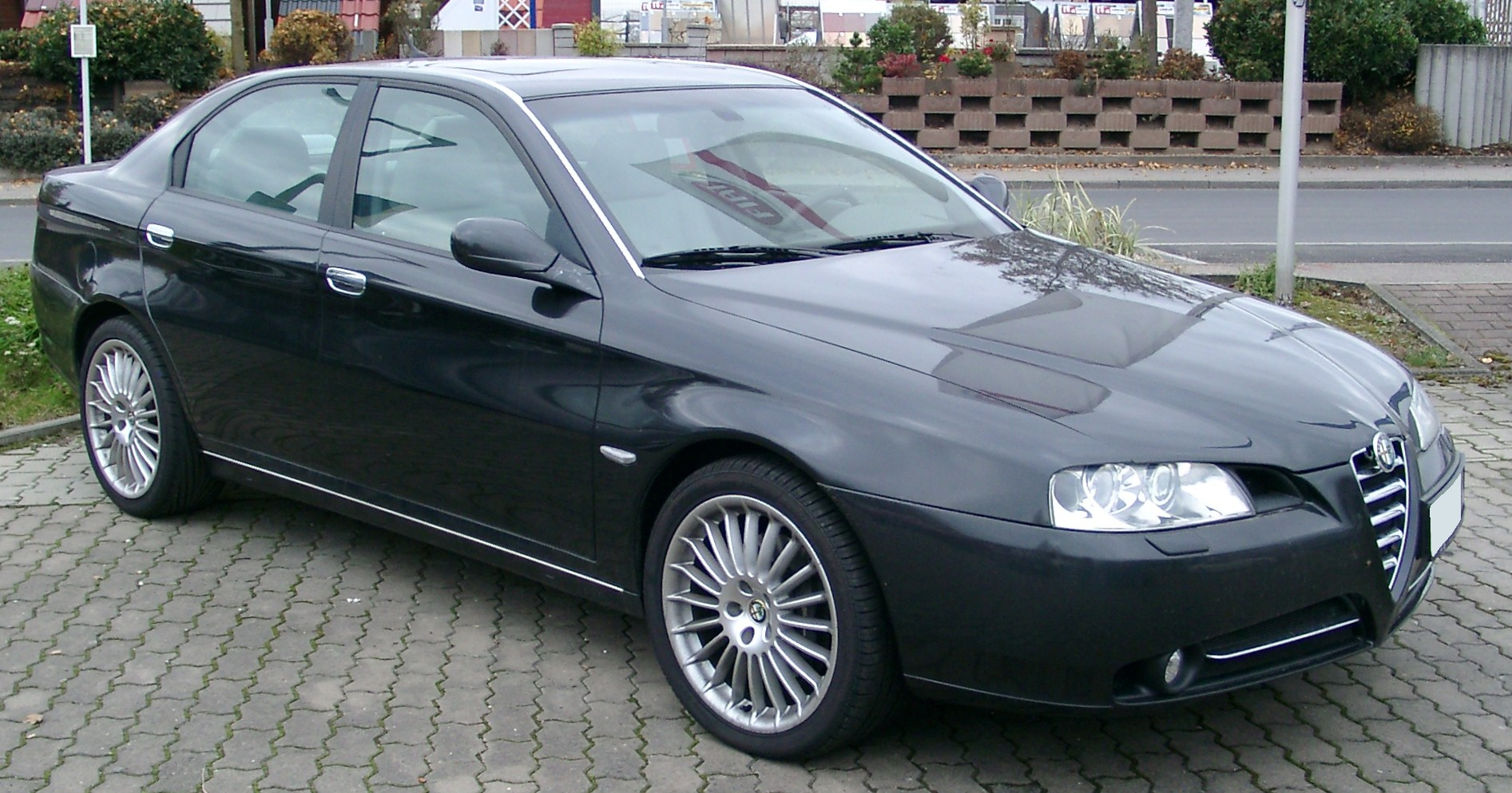
Alfa Romeo 166, после фейслифта

| Модель                                       | Двигатель                                 | Объём                                     | Мощность                                  | Крутящий момент                           | Примечание                                |
| Первое поколение двигателей, до фейслифта    | Первое поколение двигателей, до фейслифта | Первое поколение двигателей, до фейслифта | Первое поколение двигателей, до фейслифта | Первое поколение двигателей, до фейслифта | Первое поколение двигателей, до фейслифта |
| -------------------------------------------- | ----------------------------------------- | ----------------------------------------- | ----------------------------------------- | ----------------------------------------- | ----------------------------------------- |
| 2.0 TS                                       | I4                                        | 1,970 куб.см                              | 155 л.с. при 6400 об/мин                  | 187 Н/м при 2800 об/мин                   | Евро-2                                    |
| 2.0 TB                                       | V6                                        | 1,996 куб.см                              | 205 л.с. при 6000 об/мин                  | 285 Н/м при 2500 об/мин                   | для Италии                                |
| 2.5 V6                                       | V6                                        | 2,492 куб.см                              | 190 л.с. при 6200 об/мин                  | 222 Н/м при 5000 об/мин                   | Евро-2                                    |
| 3.0 V6                                       | V6                                        | 2,959 куб.см                              | 226 л.с. при 6200 об/мин                  | 275 Н/м при 5000 об/мин                   | Евро-2                                    |
| 2.4 JTD                                      | I5                                        | 2,387 куб.см                              | 136 л.с. при 4000 об/мин                  | 304 Н/м при 2000 об/мин                   |                                           |
| Второе поколение двигателей, до фейслифта    |                                           |                                           |                                           |                                           |                                           |
| 2.0 TS                                       | I4                                        | 1,970 куб.см                              | 150 л.с. при 6300 об/мин                  | 181 Н/м при 3800 об/мин                   | Евро-3                                    |
| 2.5 V6                                       | V6                                        | 2,492 куб.см                              | 188 л.с. при 6300 об/мин                  | 221 Н/м при 5000 об/мин                   | Евро-3                                    |
| 3.0 V6                                       | V6                                        | 2,959 куб.см                              | 220 л.с. при 6300 об/мин                  | 265 Н/м при 5000 об/мин                   | Евро-3                                    |
| 2.4 JTD                                      | I5                                        | 2,387 куб.см                              | 140/150 л.с. при 4000 об/мин              | 305 Н/м при 1800 об/мин                   |                                           |
| Третье поколение двигателей, после фейслифта |                                           |                                           |                                           |                                           |                                           |
| 2.0 TS                                       | I4                                        | 1,970& куб.см                             | 150 л.с. при 6400 об/мин                  | 181 Н/м при 3800 об/мин                   |                                           |
| 2.5 V6                                       | V6                                        | 2,492 куб.см                              | 188 л.с. при 6300 об/мин                  | 221 Н/м при 5000 об/мин                   |                                           |
| 3.0 V6                                       | V6                                        | 2,959 куб.см                              | 220 л.с. при 6300 об/мин                  | 265 Н/м при 5000 об/мин                   |                                           |
| 3.2 V6                                       | V6                                        | 3,179 куб.см                              | 240 л.с. при 6200 об/мин                  | 289 Н/м при 4800 об/мин                   | Евро-4                                    |
| 2.4 JTD                                      | I5                                        | 2,387 куб.см                              | 140/150 л.с. при 4000 об/мин              | 305 Н/м при 1800 об/мин                   | (зависит от модельного года)              |
| 2.4 JTDm                                     | I5                                        | 2,387 куб.см                              | 175/185 л.с. при 4000 об/мин              | 385 Н/м при 2000 об/мин                   | (зависит от модельного года)              |